# Q*bert
Cet article concerne le jeu vidéo. Pour le DJ, voir DJ Qbert.
Q*bert est un jeu vidéo d'action/réflexion édité sur borne d'arcade par Gottlieb en 1982. Conçu par Warren Davis et Jeff Lee, Q*bert est devenu un classique du jeu d'arcade et a été porté sur de nombreux micro-ordinateurs personnels.

## Système de jeu
Le joueur dirige Q*bert, une créature orange, qu'il fait évoluer sur les marches d'une pyramide. Le but du jeu est de parvenir à modifier la couleur de toutes les marches, simplement en sautant sur chacune d'elles. Différents types d'ennemis apparaissent régulièrement sur l'aire de jeu, réduisant les possibilités de déplacements. Certains ennemis poursuivent inlassablement Q*bert, d'autres se déplacent aléatoirement mais selon un mode de déplacement donné (soit en descendant, en montant ou de manière transversale). Il existe également des créatures inoffensives que Q*bert peut manger : certaines réinitialisent la couleur des marches sur leur passage, d'autres permettent, en les mangeant, de figer les ennemis pendant quelques précieuses secondes. Des téléporteurs situés sur les côtés (et utilisables une seule fois) permettent de semer les ennemis en faisant réapparaître Q*bert au sommet de la pyramide.
Au fur et à mesure des niveaux, la difficulté augmente avec l'apparition de nouveaux types d'ennemis ou l'obligation de passer plusieurs fois sur une même marche pour obtenir la couleur voulue. Le jeu requiert réflexes et esprit tactique. Les déplacements de Q*bert étant limités à un maximum de quatre directions (trois sur les côtés et une seule dans les coins), le joueur doit sans cesse anticiper le déplacement des ennemis pour ne pas se retrouver bloqué.

## Adaptations
Q*bert a été porté sur de multiples supports : Videopac (1982), Atari 2600, Atari 5200, Atari 8-bit, Oric 1, ColecoVision, Commodore VIC-20, Commodore 64, Thomson MOTO, Intellivision (1983), TI-99/4A (1984), NES (1989), Game Boy (1992), PlayStation, PC (Windows) (1999), Dreamcast, Game Boy Color (2000), Macintosh (2001), téléphones mobiles (J2ME, 2003), PlayStation 3 (2007) et sur Playstation 4 (avec le nom Q*bert: Rebooted).

## Clones
Le succès de Q*bert a rapidement engendré une flopée de clones sur le marché. Le concept de jeu fut tantôt manifestement plagié, tantôt subtilement détourné et rares sont les plates-formes à ne pas posséder leur version de Q*bert.
Quelques-uns des clones recensés : Bert and the Snake (PC-DOS), Blochead (Dragon 32/64, TRS-80 CoCo), J-Bird par Greg Kuperberg et Frank Lindsey dès 1983 (Commodore 64 et PC-DOS), Pogo Joe (Commodore 64, Atari 8-bit), Cuddly Cuburt (Commodore 64),  Slinky (Atari 8-bit, Commodore 64, TI-99/4A, Commodore VIC-20) en 1983, Fuzzball (MSX), Pyramid Power (Amiga, PC-DOS) en 1986, et VIQ-Bert (Commodore VIC-20) en 2002.

## Suites
Q*bert's Qubes est la suite officielle de Q*Bert. Programmé par Neil Burnstein, le jeu a été édité par Mylstar Electronics sur borne d'arcade en 1983. Le concept original a été légèrement remanié. Parker Brothers l'a été édité en 1984 sur Atari 2600 et ColecoVision. Konami en a également fait une adaptation sur l'ordinateur MSX en 1986, mais le jeu a été commercialisé sous le nom de l'original, Q*Bert.
Un nouveau projet en arcade a été envisagé, connu sous le nom Faster Harder More Challenging Q*bert, mais il ne fut jamais commercialisé.
Q*bert's 3, la troisième itération, est édité par Parker Brothers en 1992 sur la console Super Nintendo. Réalisé dans l'« esprit de l'original », Jeff Lee a participé au développement du jeu. 

## Flipper
Q*bert's Quest est un flipper produit en mars 1983 par Gottlieb, qui est également un fabricant de flippers. Il a peu de succès et avec seulement 884 exemplaires produits, il demeure très rare. Q*bert's Quest reste surtout fameux pour la disposition inversée, en X, de 2 des 4 flippers, ce qui rend l'expérience de jeu assez étrange. Ces deux flippers supplémentaires sont situés en dessous des flippers habituels et font face à des rampes latérales en arc de cercle. Le flipper réutilise les bruitages du jeu et la voix de Q*bert y a également été implémentée.

## Produits dérivés
Passé de mode après le krach du jeu vidéo de 1983, Q*bert n'en fut pas moins un des personnages de jeu les plus populaires de son époque après Pac-Man. Tout un marché a été généré autour de son image et de nombreux produits dérivés ont été commercialisés à son effigie. La créature orange au museau protubérant s'est vu déclinée sur des figurines à collectionner, des cartes à jouer, des puzzles, des accessoires de cuisine, dans des livres… il aurait même eu les honneurs d'une petite émission télévisée.
Dans Les Mondes de Ralph, Q*bert, Coily et les autres ennemis du jeu font plus d'une apparition où ils sont devenus des sans-abris à la suite du débranchement de leur jeu.
Q*bert apparait également dans le film Pixels où il est un personnage secondaire (en quelque sorte la mascotte du groupe dans la seconde moitié du film).

## Record
Le record sur borne arcade est détenu par l'américain Geus Tu-Badd, le 28 novembre 1983, avec un score de 79 234 970.
Le joueur professionnel de jeux vidéo le plus âgé était Doris Self (1925-2006). Décédée à l'âge respectable de 81 ans, elle participait à des compétitions de Q*bert depuis qu'elle a établi un record sur ce jeu en 1984.